# Raffael
Raffael Caetano de Araújo (Fortaleza, 28 maart 1985) - alias Raffael - is een Braziliaans voetballer die doorgaans als offensieve middenvelder speelt. Hij verruilde Dynamo Kiev in juli 2013 voor Borussia Mönchengladbach. Raffael is de oudere broer van voetballer Ronny, waarmee hij tussen 2010 en 2012 samenspeelde bij Hertha BSC.

## Clubcarrière
Raffael stroomde door uit de jeugdopleiding van CA Juventus. Dat verruilde hij in juli 2003 op achttienjarige leeftijd transfervrij voor FC Chiasso. Na twee seizoenen tekende hij bij FC Zürich. Hiervoor maakte hij in drie seizoenen veertig 40 doelpunten in 77 wedstrijden. Onder coach Lucien Favre won hij in zijn eerste twee seizoenen twee landskampioenschappen met de Zwitserse club.
Hertha BSC legde op 7 januari 2008 een bedrag van 4,3 miljoen euro op tafel om Raffael over te nemen van de Zwitsers. Zo kwam hij opnieuw te spelen onder coach Favre. Hij debuteerde op 2 februari 2008 in de Bundesliga, tegen Eintracht Frankfurt. Raffael was de volgende vier seizoenen basisspeler bij Hertha, ook onder Favres opvolgers Friedhelm Funkel, Markus Babbel, Michael Skibbe en Otto Rehhagel. Hij degradeerde na afloop van het seizoen 2009/10 met Hertha naar de 2. Bundesliga, maar zijn ploeggenoten en hij keerden door middel van een kampioenschap op het tweede niveau na een jaar terug in de Bundesliga. Raffael maakte in vier seizoenen 33 doelpunten in 140 wedstrijden voor de Berlijnse club.
Nadat hij in het seizoen 2011/12 opnieuw degradeerde met Hertha, daalde Raffael deze keer niet mee af. Hij tekende op 27 juli 2012 een vierjarig contract bij Dynamo Kiev, dat 9 miljoen euro betaalde voor hem. Hier kwam hij een half jaar minder aan spelen toe. Dynamo verhuurde hem daarom op 16 januari 2013 voor zes maanden aan Schalke 04. Na afloop van het seizoen keerde hij definitief terug naar Duitsland. Ditmaal tekende hij in eerste instantie vierjarig contract bij Borussia Mönchengladbach, dat vijf miljoen euro betaalde voor de middenvelder. Opnieuw trof hij coach Favre, die meteen weer een basisspeler van hem maakte.

## Erelijst
| Competitie             |           |                  |           |           |
| Competitie             | Aantal    | Jaren            |           |           |
| FC Zürich              | FC Zürich | FC Zürich        | FC Zürich | FC Zürich |
| ---------------------- | --------- | ---------------- | --------- | --------- |
| Kampioen Super League  | 2x        | 2005/06, 2006/07 |           |           |
| Hertha BSC             |           |                  |           |           |
| Kampioen 2. Bundesliga | 1x        | 2010/11          |           |           |

1 Omlin  ·
2 Chiarodia ·
3 Itakura ·
5 Friedrich ·
7 Stöger ·
8 Weigl ·
9 Honorat ·
10 Neuhaus ·
11 Kleindienst ·
13 Fukuda ·
14 Pléa ·
16 Sander ·
19 Ngoumou ·
20 Netz ·
21 Sippel ·
22 Lainer ·
25 Hack ·
26 Ullrich ·
27 Reitz ·
28 Ranos ·
29 Scally ·
30 Elvedi ·
31 Čvančara ·
33 Nicolas ·
38 Borges Sanches ·
41 Olschowsky ·
Coach: Seoane
· Assistent-coach: Neuville